# Owen Roberts International Airport
Owen Roberts International Airport (IATA: GCM, ICAO: MWCR) is een internationaal vliegveld, gelegen op 1,5 kilometer van de hoofdstad van de Kaaimaneilanden, George Town. Owen Roberts International Airport is een van de grootste vliegvelden in de West-Caraïben en is het belangrijkste vliegveld van de Kaaimaneilanden. Owen Roberts International Airport is de thuishaven van Cayman Airways.
Het vliegveld heeft veel schade opgelopen door orkaan Ivan, die in september 2004 langs de eilanden trok. De reparaties om Owen Roberts International Airport weer functioneel te krijgen, hebben miljoenen dollars gekost. Omdat het grootste deel van de economie op de Kaaimaneilanden van het toerisme afhangt, is de regering van de eilanden akkoord gegaan met een grote verbouwing. Het vliegveld wordt uitgebreid en verbeterd. De verbouwing is in 2009 afgerond.